# Championship League 2024
Championship League 2024 var en inbjudningsturnering i snooker som spelades i omgångar under perioden 2 januari – 13 mars 2024 i Mattioli Arena i Leicester, England, Storbritannien. Finalgruppen spelades 12 och 13 mars 2024.
John Higgins var regerande mästare men han förlorade i  finalgruppens semifinal mot Joe O'Connor.
Mark Selby vann turneringen för första gången efter att ha besegrat Joe O'Connor med 3–1 i finalen.

## Prissummor
Förutom priser till de främsta placeringarna delades det ut pris för varje vunnet frame samt till högsta break. Alla priser i brittiska pund, GBP.
| Placering | Grupp 1–7 | Finalgruppen |
| --------- | --------- | ------------ |
| Vinnare   | 3 000     | 10 000       |
| Tvåa      | 2 000     | 5 000        |
| Semifinal | 1 000     | 3 000        |

| Övriga priser            | Grupp 1–7 | Finalgruppen |
| ------------------------ | --------- | ------------ |
| Framevinst i gruppspelet | 100       | 200          |
| Framevinst i slutspelet  | 300       | 300          |
| Högsta break             | 500       | 1 000        |

Max möjliga totalsumma i turneringen: 205 000 (om alla matcher slutat 3–2)
Minst möjliga totalsumma i turneringen: 152 800 (om alla matcher slutat 3–0)

## Format
Alla matcher i såväl gruppspel som finalspel avgjordes i bäst av 5 frames.
|  | Vidare till grupp-/finalslutspel. I gruppslutspelen gick vinnaren till Finalgruppen och övriga till nästa gruppspel |
|  | Vidare till nästa gruppspel                                                                                         |

## Grupp 1
Grupp 1 spelades 2 och 3 januari 2024. Stuart Bingham var den första spelaren att kvalificera sig för Finalgruppen.

### Matcher
| Kyren Wilson     | 3 – 0 | Stuart Bingham   |
| Ryan Day         | 3 – 2 | Gary Wilson      |
| Kyren Wilson     | 3 – 0 | Chris Wakelin    |
| Noppon Saengkham | 3 – 0 | Robert Milkins   |
| Ryan Day         | 3 – 1 | Stuart Bingham   |
| Chris Wakelin    | 3 – 2 | Noppon Saengkham |
| Ryan Day         | 3 – 1 | Kyren Wilson     |
| Gary Wilson      | 3 – 1 | Robert Milkins   |
| Ryan Day         | 3 – 2 | Chris Wakelin    |
| Stuart Bingham   | 3 – 2 | Gary Wilson      |
| Chris Wakelin    | 3 – 0 | Robert Milkins   |

| Kyren Wilson   | 3 – 2 | Noppon Saengkham |
| Gary Wilson    | 3 – 2 | Noppon Saengkham |
| Stuart Bingham | 3 – 1 | Robert Milkins   |
| Gary Wilson    | 3 – 2 | Chris Wakelin    |
| Robert Milkins | 3 – 2 | Ryan Day         |
| Stuart Bingham | 3 – 2 | Chris Wakelin    |
| Ryan Day       | 3 – 2 | Noppon Saengkham |
| Kyren Wilson   | 3 – 1 | Robert Milkins   |
| Stuart Bingham | 3 – 2 | Noppon Saengkham |
| Kyren Wilson   | 3 – 2 | Gary Wilson      |

### Slutställning
| Plac | Spelare          | S | V | F | SF | VF | FF | Sk  | P |
| ---- | ---------------- | - | - | - | -- | -- | -- | --- | - |
| 1    | Ryan Day         | 6 | 5 | 1 | 28 | 17 | 11 | 6   | 5 |
| 2    | Kyren Wilson     | 6 | 5 | 1 | 24 | 16 | 8  | 8   | 4 |
| 3    | Stuart Bingham   | 6 | 4 | 2 | 26 | 13 | 13 | 0   | 3 |
| 4    | Gary Wilson      | 6 | 3 | 3 | 29 | 15 | 14 | 1   | 3 |
| 5    | Chris Wakelin    | 6 | 2 | 4 | 26 | 12 | 14 | -2  | 3 |
| 6    | Noppon Saengkham | 6 | 1 | 5 | 28 | 13 | 15 | -2  | 2 |
| 7    | Robert Milkins   | 6 | 1 | 5 | 23 | 6  | 17 | -11 | 1 |

### Slutspel
|  | Semifinaler    | Semifinaler    |   |             | Final | Final |  |  |  |  |
|  |                |                |   |             |       |       |  |  |  |  |
|  | Ryan Day       | 2              |   |             |       |       |  |  |  |  |
|  | Gary Wilson    | 3              |   |             |       |       |  |  |  |  |
|  | Gary Wilson    | 3              |   | Gary Wilson | 0     |       |  |  |  |  |
|  |                |                |   | Gary Wilson | 0     |       |  |  |  |  |
|  |                | Stuart Bingham | 3 |             |       |       |  |  |  |  |
|  | Kyren Wilson   | Stuart Bingham | 3 | 0           |       |       |  |  |  |  |
|  | Kyren Wilson   |                |   | 0           |       |       |  |  |  |  |
|  | Stuart Bingham | 3              |   |             |       |       |  |  |  |  |

## Grupp 2
Grupp 2 spelades 4 och 5 januari 2024. Chris Wakelin var den andra spelaren att kvalificera sig för Finalgruppen.

### Matcher
| Kyren Wilson  | 3 – 1 | Mark Selby    |
| Ali Carter    | 3 – 0 | Gary Wilson   |
| Mark Selby    | 3 – 1 | Ryan Day      |
| Chris Wakelin | 3 – 0 | Matthew Selt  |
| Gary Wilson   | 3 – 0 | Ryan Day      |
| Kyren Wilson  | 3 – 1 | Matthew Selt  |
| Matthew Selt  | 3 – 1 | Mark Selby    |
| Chris Wakelin | 3 – 0 | Ali Carter    |
| Matthew Selt  | 3 – 2 | Ryan Day      |
| Kyren Wilson  | 3 – 0 | Chris Wakelin |
| Ali Carter    | 3 – 0 | Ryan Day      |

| Mark Selby    | 3 – 1 | Gary Wilson   |
| Ali Carter    | 3 – 1 | Kyren Wilson  |
| Chris Wakelin | 3 – 2 | Gary Wilson   |
| Ali Carter    | 3 – 2 | Matthew Selt  |
| Chris Wakelin | 3 – 2 | Ryan Day      |
| Gary Wilson   | 3 – 0 | Matthew Selt  |
| Kyren Wilson  | 3 – 1 | Ryan Day      |
| Mark Selby    | 3 – 0 | Ali Carter    |
| Mark Selby    | 3 – 1 | Chris Wakelin |
| Gary Wilson   | 3 – 0 | Kyren Wilson  |

### Slutställning
| Plac | Spelare       | S | V | F | SF | VF | FF | Sk  | P |
| ---- | ------------- | - | - | - | -- | -- | -- | --- | - |
| 1    | Mark Selby    | 6 | 4 | 2 | 23 | 14 | 9  | 5   | 4 |
| 2    | Kyren Wilson  | 6 | 4 | 2 | 22 | 13 | 9  | 4   | 4 |
| 3    | Chris Wakelin | 6 | 4 | 2 | 23 | 13 | 10 | 3   | 4 |
| 4    | Ali Carter    | 6 | 4 | 2 | 21 | 12 | 9  | 3   | 3 |
| 5    | Gary Wilson   | 6 | 3 | 3 | 21 | 12 | 9  | 3   | 3 |
| 6    | Matthew Selt  | 6 | 2 | 4 | 24 | 9  | 15 | -6  | 2 |
| 7    | Ryan Day      | 6 | 0 | 6 | 24 | 6  | 18 | -12 | 1 |

### Slutspel
|  | Semifinaler   | Semifinaler   |   |            | Final | Final |  |  |  |  |
|  |               |               |   |            |       |       |  |  |  |  |
|  | Mark Selby    | 3             |   |            |       |       |  |  |  |  |
|  | Ali Carter    | 1             |   |            |       |       |  |  |  |  |
|  | Ali Carter    | 1             |   | Mark Selby | 2     |       |  |  |  |  |
|  |               |               |   | Mark Selby | 2     |       |  |  |  |  |
|  |               | Chris Wakelin | 3 |            |       |       |  |  |  |  |
|  | Kyren Wilson  | Chris Wakelin | 3 | 1          |       |       |  |  |  |  |
|  | Kyren Wilson  |               |   | 1          |       |       |  |  |  |  |
|  | Chris Wakelin | 3             |   |            |       |       |  |  |  |  |

## Grupp 3
Grupp 3 spelades 5 och 6 februari 2024. Mark Selby var den tredje spelaren att kvalificera sig för Finalgruppen.

### Matcher
| Kyren Wilson   | 3 – 1 | Neil Robertson |
| Mark Selby     | 3 – 2 | Tom Ford       |
| John Higgins   | 3 – 2 | Neil Robertson |
| Xiao Guodong   | 3 – 2 | Gary Wilson    |
| John Higgins   | 3 – 2 | Mark Selby     |
| Kyren Wilson   | 3 – 0 | Xiao Guodong   |
| Neil Robertson | 3 – 1 | Xiao Guodong   |
| Gary Wilson    | 3 – 0 | Tom Ford       |
| Xiao Guodong   | 3 – 2 | John Higgins   |
| Gary Wilson    | 3 – 0 | Kyren Wilson   |
| Tom Ford       | 3 – 2 | John Higgins   |

| Mark Selby     | 3 – 1 | Neil Robertson |
| Kyren Wilson   | 3 – 2 | Tom Ford       |
| Mark Selby     | 3 – 2 | Gary Wilson    |
| Xiao Guodong   | 3 – 0 | Tom Ford       |
| John Higgins   | 3 – 0 | Gary Wilson    |
| Mark Selby     | 3 – 2 | Xiao Guodong   |
| John Higgins   | 3 – 0 | Kyren Wilson   |
| Neil Robertson | 3 – 0 | Tom Ford       |
| Neil Robertson | 3 – 0 | Gary Wilson    |
| Kyren Wilson   | 3 – 1 | Mark Selby     |

### Slutställning
| Plac | Spelare        | S | V | F | SF | VF | FF | Sk  | P |
| ---- | -------------- | - | - | - | -- | -- | -- | --- | - |
| 1    | John Higgins   | 6 | 4 | 2 | 26 | 16 | 10 | 6   | 4 |
| 2    | Mark Selby     | 6 | 4 | 2 | 28 | 15 | 13 | 2   | 4 |
| 3    | Kyren Wilson   | 6 | 4 | 2 | 22 | 12 | 10 | 2   | 4 |
| 4    | Neil Robertson | 6 | 3 | 3 | 23 | 13 | 10 | 3   | 3 |
| 5    | Xiao Guodong   | 6 | 3 | 3 | 25 | 12 | 13 | -1  | 3 |
| 6    | Gary Wilson    | 6 | 2 | 4 | 22 | 10 | 12 | -2  | 2 |
| 7    | Tom Ford       | 6 | 1 | 5 | 24 | 7  | 17 | -10 | 1 |

### Slutspel
|  | Semifinaler    | Semifinaler |   |              | Final | Final |  |  |  |  |
|  |                |             |   |              |       |       |  |  |  |  |
|  | John Higgins   | 3           |   |              |       |       |  |  |  |  |
|  | Neil Robertson | 0           |   |              |       |       |  |  |  |  |
|  | Neil Robertson | 0           |   | John Higgins | 0     |       |  |  |  |  |
|  |                |             |   | John Higgins | 0     |       |  |  |  |  |
|  |                | Mark Selby  | 3 |              |       |       |  |  |  |  |
|  | Mark Selby     | Mark Selby  | 3 | 3            |       |       |  |  |  |  |
|  | Mark Selby     |             |   | 3            |       |       |  |  |  |  |
|  | Kyren Wilson   | 0           |   |              |       |       |  |  |  |  |

## Grupp 4
Grupp 4 spelades 7 och 8 februari 2024. Neil Robertson var den fjärde spelaren att kvalificera sig för Finalgruppen.

### Matcher
| Kyren Wilson    | 3 – 1 | Barry Hawkins   |
| John Higgins    | 3 – 2 | Jimmy Robertson |
| Barry Hawkins   | 3 – 0 | Neil Robertson  |
| Xiao Guodong    | 3 – 0 | Ricky Walden    |
| Neil Robertson  | 3 – 0 | Jimmy Robertson |
| Xiao Guodong    | 3 – 1 | Kyren Wilson    |
| Jimmy Robertson | 3 – 1 | Barry Hawkins   |
| Ricky Walden    | 3 – 1 | John Higgins    |
| Jimmy Robertson | 3 – 0 | Kyren Wilson    |
| Neil Robertson  | 3 – 0 | John Higgins    |
| Kyren Wilson    | 3 – 2 | Ricky Walden    |

| Barry Hawkins   | 3 – 1 | Xiao Guodong    |
| Ricky Walden    | 3 – 1 | Neil Robertson  |
| John Higgins    | 3 – 2 | Xiao Guodong    |
| Ricky Walden    | 3 – 0 | Jimmy Robertson |
| John Higgins    | 3 – 2 | Kyren Wilson    |
| Kyren Wilson    | 3 – 2 | Neil Robertson  |
| Jimmy Robertson | 3 – 2 | Xiao Guodong    |
| Barry Hawkins   | 3 – 0 | Ricky Walden    |
| John Higgins    | 3 – 1 | Barry Hawkins   |
| Neil Robertson  | 3 – 1 | Xiao Guodong    |

### Slutställning
| Plac | Spelare         | S | V | F | SF | VF | FF | Sk | P |
| ---- | --------------- | - | - | - | -- | -- | -- | -- | - |
| 1    | John Higgins    | 6 | 4 | 2 | 26 | 13 | 13 | 0  | 4 |
| 2    | Neil Robertson  | 6 | 3 | 3 | 22 | 12 | 10 | 2  | 4 |
| 2    | Barry Hawkins   | 6 | 3 | 3 | 22 | 12 | 10 | 2  | 4 |
| 4    | Kyren Wilson    | 6 | 3 | 3 | 26 | 12 | 14 | -2 | 3 |
| 5    | Ricky Walden    | 6 | 3 | 3 | 22 | 11 | 11 | 0  | 3 |
| 6    | Jimmy Robertson | 6 | 3 | 3 | 23 | 11 | 12 | -1 | 2 |
| 7    | Xiao Guodong    | 6 | 2 | 4 | 25 | 12 | 13 | -1 | 1 |

### Slutspel
|  | Semifinaler    | Semifinaler    |   |              | Final | Final |  |  |  |  |
|  |                |                |   |              |       |       |  |  |  |  |
|  | John Higgins   | 1              |   |              |       |       |  |  |  |  |
|  | Kyren Wilson   | 3              |   |              |       |       |  |  |  |  |
|  | Kyren Wilson   | 3              |   | Kyren Wilson | 2     |       |  |  |  |  |
|  |                |                |   | Kyren Wilson | 2     |       |  |  |  |  |
|  |                | Neil Robertson | 3 |              |       |       |  |  |  |  |
|  | Neil Robertson | Neil Robertson | 3 | 3            |       |       |  |  |  |  |
|  | Neil Robertson |                |   | 3            |       |       |  |  |  |  |
|  | Barry Hawkins  | 0              |   |              |       |       |  |  |  |  |

## Grupp 5
Grupp 5 spelades 9 och 10 februari 2024. John Higgins var den femte spelaren att kvalificera sig för Finalgruppen.

### Matcher
| Barry Hawkins | 3 – 1 | Joe Perry     |
| Fan Zhengyi   | 3 – 0 | Kyren Wilson  |
| David Gilbert | 3 – 2 | Ricky Walden  |
| John Higgins  | 3 – 0 | Joe Perry     |
| Barry Hawkins | 3 – 0 | Ricky Walden  |
| John Higgins  | 3 – 0 | Fan Zhengyi   |
| Fan Zhengyi   | 3 – 2 | Joe Perry     |
| Kyren Wilson  | 3 – 0 | David Gilbert |
| Barry Hawkins | 3 – 1 | Fan Zhengyi   |
| Kyren Wilson  | 3 – 2 | John Higgins  |
| Barry Hawkins | 3 – 0 | David Gilbert |

| Ricky Walden  | 3 – 2 | Joe Perry     |
| Ricky Walden  | 3 – 0 | Kyren Wilson  |
| John Higgins  | 3 – 2 | David Gilbert |
| Fan Zhengyi   | 3 – 2 | David Gilbert |
| Barry Hawkins | 3 – 2 | Kyren Wilson  |
| Fan Zhengyi   | 3 – 1 | Ricky Walden  |
| Barry Hawkins | 3 – 0 | John Higgins  |
| David Gilbert | 3 – 0 | Joe Perry     |
| John Higgins  | 3 – 2 | Ricky Walden  |
| Joe Perry     | 3 – 2 | Kyren Wilson  |

### Slutställning
| Plac | Spelare       | S | V | F | SF | VF | FF | Sk | P |
| ---- | ------------- | - | - | - | -- | -- | -- | -- | - |
| 1    | Barry Hawkins | 6 | 6 | 0 | 22 | 18 | 4  | 14 | 5 |
| 2    | John Higgins  | 6 | 4 | 2 | 24 | 14 | 10 | 4  | 4 |
| 3    | Fan Zhengyi   | 6 | 4 | 2 | 24 | 13 | 11 | 2  | 3 |
| 4    | Ricky Walden  | 6 | 2 | 4 | 25 | 11 | 14 | -3 | 3 |
| 5    | Kyren Wilson  | 6 | 2 | 4 | 24 | 10 | 14 | -4 | 3 |
| 6    | David Gilbert | 6 | 2 | 4 | 24 | 10 | 14 | -4 | 2 |
| 7    | Joe Perry     | 6 | 1 | 5 | 25 | 8  | 17 | -9 | 1 |

### Slutspel
|  | Semifinaler   | Semifinaler  |   |              | Final | Final |  |  |  |  |
|  |               |              |   |              |       |       |  |  |  |  |
|  | Barry Hawkins | 1            |   |              |       |       |  |  |  |  |
|  | Ricky Walden  | 3            |   |              |       |       |  |  |  |  |
|  | Ricky Walden  | 3            |   | Ricky Walden | 2     |       |  |  |  |  |
|  |               |              |   | Ricky Walden | 2     |       |  |  |  |  |
|  |               | John Higgins | 3 |              |       |       |  |  |  |  |
|  | John Higgins  | John Higgins | 3 | 3            |       |       |  |  |  |  |
|  | John Higgins  |              |   | 3            |       |       |  |  |  |  |
|  | Fan Zhengyi   | 2            |   |              |       |       |  |  |  |  |

## Grupp 6
Grupp 6 spelades 26 och 27 februari 2024. Kyren Wilson var den sjätte spelaren att kvalificera sig för Finalgruppen.

### Matcher
| Fan Zhengyi    | 3 – 1 | Elliot Slessor |
| Joe O'Connor   | 3 – 0 | Ricky Walden   |
| Kyren Wilson   | 3 – 1 | Sam Craigie    |
| Elliot Slessor | 3 – 0 | Pang Junxu     |
| Kyren Wilson   | 3 – 2 | Fan Zhengyi    |
| Pang Junxu     | 3 – 1 | Joe O'Connor   |
| Ricky Walden   | 3 – 0 | Sam Craigie    |
| Elliot Slessor | 3 – 1 | Joe O'Connor   |
| Pang Junxu     | 3 – 0 | Ricky Walden   |
| Joe O'Connor   | 3 – 1 | Fan Zhengyi    |
| Kyren Wilson   | 3 – 2 | Elliot Slessor |

| Sam Craigie    | 3 – 2 | Fan Zhengyi    |
| Sam Craigie    | 3 – 2 | Pang Junxu     |
| Kyren Wilson   | 3 – 2 | Ricky Walden   |
| Sam Craigie    | 3 – 0 | Joe O'Connor   |
| Fan Zhengyi    | 3 – 1 | Ricky Walden   |
| Joe O'Connor   | 3 – 1 | Kyren Wilson   |
| Pang Junxu     | 3 – 1 | Fan Zhengyi    |
| Sam Craigie    | 3 – 1 | Elliot Slessor |
| Pang Junxu     | 3 – 0 | Kyren Wilson   |
| Elliot Slessor | 3 – 2 | Ricky Walden   |

### Slutställning
| Plac | Spelare        | S | V | F | SF | VF | FF | Sk | P |
| ---- | -------------- | - | - | - | -- | -- | -- | -- | - |
| 1    | Pang Junxu     | 6 | 4 | 2 | 22 | 14 | 8  | 6  | 4 |
| 2    | Sam Craigie    | 6 | 4 | 2 | 24 | 13 | 11 | 2  | 4 |
| 3    | Kyren Wilson   | 6 | 4 | 2 | 26 | 13 | 13 | 0  | 4 |
| 4    | Elliot Slessor | 6 | 3 | 3 | 25 | 13 | 12 | 1  | 3 |
| 5    | Joe O'Connor   | 6 | 3 | 3 | 22 | 11 | 11 | 0  | 3 |
| 6    | Fan Zhengyi    | 6 | 2 | 4 | 26 | 12 | 14 | -2 | 2 |
| 7    | Ricky Walden   | 6 | 1 | 5 | 23 | 8  | 15 | -7 | 1 |

### Slutspel
|  | Semifinaler    | Semifinaler  |   |            | Final | Final |  |  |  |  |
|  |                |              |   |            |       |       |  |  |  |  |
|  | Pang Junxu     | 3            |   |            |       |       |  |  |  |  |
|  | Elliot Slessor | 2            |   |            |       |       |  |  |  |  |
|  | Elliot Slessor | 2            |   | Pang Junxu | 0     |       |  |  |  |  |
|  |                |              |   | Pang Junxu | 0     |       |  |  |  |  |
|  |                | Kyren Wilson | 3 |            |       |       |  |  |  |  |
|  | Sam Craigie    | Kyren Wilson | 3 | 2          |       |       |  |  |  |  |
|  | Sam Craigie    |              |   | 2          |       |       |  |  |  |  |
|  | Kyren Wilson   | 3            |   |            |       |       |  |  |  |  |

## Grupp 7
Grupp 7 spelades 28 och 29 februari 2024. Joe O'Connor var den sjunde spelaren att kvalificera sig för Finalgruppen.
Ronnie O'Sullivan drog sig ur turneringen och gruppen fortsatte med sex spelare där O'Sullivans redan spelade matcher borträknades.

### Matcher
| Jak Jones      | 3 – 0 | Pang Junxu     |
| Jordan Brown   | 3 – 2 | Joe O'Connor   |
| Joe O'Connor   | 3 – 0 | Sam Craigie    |
| Jak Jones      | 3 – 2 | Elliot Slessor |
| Pang Junxu     | 3 – 2 | Jordan Brown   |
| Jak Jones      | 3 – 0 | Sam Craigie    |
| Elliot Slessor | 3 – 0 | Pang Junxu     |

| Jordan Brown   | 3 – 2 | Sam Craigie    |
| Joe O'Connor   | 3 – 2 | Pang Junxu     |
| Elliot Slessor | 3 – 1 | Jordan Brown   |
| Jak Jones      | 3 – 1 | Jordan Brown   |
| Pang Junxu     | 3 – 0 | Sam Craigie    |
| Elliot Slessor | 3 – 1 | Sam Craigie    |
| Jak Jones      | 3 – 2 | Joe O'Connor   |
| Joe O'Connor   | 3 – 2 | Elliot Slessor |

### Slutställning
| Plac | Spelare        | S | V | F | SF | VF | FF | Sk  | P |
| ---- | -------------- | - | - | - | -- | -- | -- | --- | - |
| 1    | Jak Jones      | 5 | 5 | 0 | 20 | 15 | 5  | 10  | 5 |
| 2    | Elliot Slessor | 5 | 3 | 2 | 21 | 13 | 8  | 5   | 3 |
| 3    | Joe O'Connor   | 5 | 3 | 2 | 23 | 13 | 10 | 3   | 3 |
| 4    | Jordan Brown   | 5 | 2 | 3 | 23 | 10 | 13 | -3  | 2 |
| 5    | Pang Junxu     | 5 | 2 | 3 | 19 | 8  | 11 | -3  | 2 |
| 6    | Sam Craigie    | 5 | 0 | 5 | 18 | 3  | 15 | -12 | 0 |

### Slutspel
|  | Semifinaler    | Semifinaler  |   |           | Final | Final |  |  |  |  |
|  |                |              |   |           |       |       |  |  |  |  |
|  | Jak Jones      | 3            |   |           |       |       |  |  |  |  |
|  | Jordan Brown   | 0            |   |           |       |       |  |  |  |  |
|  | Jordan Brown   | 0            |   | Jak Jones | 0     |       |  |  |  |  |
|  |                |              |   | Jak Jones | 0     |       |  |  |  |  |
|  |                | Joe O'Connor | 3 |           |       |       |  |  |  |  |
|  | Elliot Slessor | Joe O'Connor | 3 | 1         |       |       |  |  |  |  |
|  | Elliot Slessor |              |   | 1         |       |       |  |  |  |  |
|  | Joe O'Connor   | 3            |   |           |       |       |  |  |  |  |

## Finalgruppen
Finalgruppen spelades 12 och 13 mars 2024. Mark Selby vann Champions League för första gången efter att ha besegrat Joe O'Connor med 3–1 i finalen.

### Matcher
| Kyren Wilson   | 3 – 2 | Stuart Bingham |
| Mark Selby     | 3 – 0 | Joe O'Connor   |
| John Higgins   | 3 – 2 | Stuart Bingham |
| Neil Robertson | 3 – 0 | Chris Wakelin  |
| John Higgins   | 3 – 1 | Mark Selby     |
| Neil Robertson | 3 – 0 | Kyren Wilson   |
| Joe O'Connor   | 3 – 1 | Chris Wakelin  |
| Stuart Bingham | 3 – 0 | Mark Selby     |
| Mark Selby     | 3 – 0 | Kyren Wilson   |
| John Higgins   | 3 – 0 | Joe O'Connor   |
| Kyren Wilson   | 3 – 2 | Chris Wakelin  |

| Stuart Bingham | 3 – 1 | Neil Robertson |
| Chris Wakelin  | 3 – 2 | John Higgins   |
| Joe O'Connor   | 3 – 2 | Neil Robertson |
| Kyren Wilson   | 3 – 2 | Joe O'Connor   |
| Mark Selby     | 3 – 1 | Chris Wakelin  |
| Mark Selby     | 3 – 1 | Neil Robertson |
| John Higgins   | 3 – 1 | Kyren Wilson   |
| Stuart Bingham | 3 – 1 | Chris Wakelin  |
| John Higgins   | 3 – 0 | Neil Robertson |
| Joe O'Connor   | 3 – 0 | Stuart Bingham |

### Slutställning
| Plac | Spelare        | S | V | F | SF | VF | FF | Sk | P |
| ---- | -------------- | - | - | - | -- | -- | -- | -- | - |
| 1    | John Higgins   | 6 | 5 | 1 | 24 | 17 | 7  | 10 | 5 |
| 2    | Mark Selby     | 6 | 4 | 2 | 21 | 13 | 8  | 5  | 4 |
| 3    | Stuart Bingham | 6 | 3 | 3 | 24 | 13 | 11 | 2  | 3 |
| 4    | Joe O'Connor   | 6 | 3 | 3 | 23 | 11 | 12 | -1 | 3 |
| 5    | Kyren Wilson   | 6 | 3 | 3 | 25 | 10 | 15 | -5 | 3 |
| 6    | Neil Robertson | 6 | 2 | 4 | 22 | 10 | 12 | -2 | 2 |
| 7    | Chris Wakelin  | 6 | 1 | 5 | 25 | 8  | 17 | -9 | 1 |

### Slutspel
|  | Semifinaler    | Semifinaler |   |              | Final | Final |  |  |  |  |
|  |                |             |   |              |       |       |  |  |  |  |
|  | John Higgins   | 0           |   |              |       |       |  |  |  |  |
|  | Joe O'Connor   | 3           |   |              |       |       |  |  |  |  |
|  | Joe O'Connor   | 3           |   | Joe O'Connor | 1     |       |  |  |  |  |
|  |                |             |   | Joe O'Connor | 1     |       |  |  |  |  |
|  |                | Mark Selby  | 3 |              |       |       |  |  |  |  |
|  | Mark Selby     | Mark Selby  | 3 | 3            |       |       |  |  |  |  |
|  | Mark Selby     |             |   | 3            |       |       |  |  |  |  |
|  | Stuart Bingham | 0           |   |              |       |       |  |  |  |  |